# Les Troyennes (film)
Pour la tragédie d'Euripide, voir Les Troyennes.
Pour plus de détails, voir Fiche technique et Distribution.
Les Troyennes (The Trojan Women) est un film anglo-américano-grec réalisé par Michael Cacoyannis, sorti en 1971.
Les Troyennes n'est pas un péplum mais un drame antique et un film pacifiste militant qui fait partie de la trilogie antique du réalisateur après Électre et avant Iphigénie.

## Synopsis
Adaptation de la tragédie d'Euripide Les Troyennes sous les traits d'antimilitaristes inspirés par la guerre du Viêt Nam.

## Fiche technique
- Titre : Les Troyennes
- Titre original grec : Τρωάδες
- Titre original anglais : The Trojan Women
- Réalisation : Michael Cacoyannis
- Scénario : Michael Cacoyannis d'après la tragédie Les Troyennes d'Euripide
- Adaptation : Edith Hamilton
- Production : Michael Cacoyannis, Anis Nohra et Josef Shaftel (en)
- Musique : Mikis Theodorakis
- Photographie : Alfio Contini
- Montage : Michael Cacoyannis
- Décors : Nicholas Georgiadis
- Costumes : Nicholas Georgiadis et Annalisa Nasalli-Rocca (it)
- Pays d'origine :  Grèce -  États-Unis -  Royaume-Uni
- Langue de tournage : anglais
- Format : Couleur (Eastmancolor) - Mono
- Genre : Drame
- Durée : 105 minutes
- Date de sortie : 08 Septembre 1971

## Distribution
- Katharine Hepburn : Hécube
- Vanessa Redgrave : Andromaque
- Geneviève Bujold : Cassandre
- Irene Papas : Hélène
- Patrick Magee : Ménélas
- Brian Blessed : Talthybios
- Alberto Sanz : Astyanax
- Pauline Letts : Une femme
- Rosalie Shanks : Une femme
- Pat Beckett : Une femme
- Anna Bentinck : Une femme
- Elsie Pittas : Une femme